# Transfix (Linguistik)
Ein Transfix ist ein diskontinuierliches Affix, das seiner abstrakten Basis die bedeutungsspezifizierende Form verleiht.
Transfigierung ist unter anderem eine wesentliche Wortbildungsstrategie in semitischen Sprachen, indem (abstrakte) Wurzeln wie ktb ('schreiben') mit verschiedenen (abstrakten) Mustern der Vokalisierung und Konsonantenverdoppelung (sowie gegebenenfalls Affixen) kombiniert werden zu den eigentlichen bedeutungstragenden Wörtern: (Hebräisch) sapɔr ('er zählte', Vokalmuster), sepεr ('Schriftstück', Vokalmuster), mispɔr = mi-s∅pɔr ('Zahl', Präfix und Vokalmuster), sipper ('er erzählte', Vokalmuster und Verdoppelung), msapprɔh = m∅-sapp∅r-ɔh ('Erzählerin', Präfix, Vokalmuster, Verdoppelung und Suffix).